# Mariestads domkyrka
Mariestads domkyrka är en kyrkobyggnad som tillhör Mariestads församling i Skara stift. Den ligger i centralorten i Mariestads kommun. 
Tornet är 82,5 meter högt vilket gör den till mariestads högsta byggnad och tionde högsta kyrkan i Sverige.  

## Bakgrund till beteckningen domkyrka
Mariestads domkyrka har i likhet med Kalmar domkyrka beteckningen domkyrka utan att vara sitt stifts centrala helgedom. Mariestad var under åren 1580–1646 säte för en superintendent – ett kyrkligt ämbete under perioden närmast efter reformationen, som geografiskt omfattade norra Västergötland och Värmland. Superintendenten var stiftschef utan att vara biskop. År 1646 lades Mariestads superintendentia ned och superintendenturen flyttades till Karlstad, varvid Karlstads stift bildades. Ett kungligt brev den 9 januari 1696 slog fast att kyrkan i Mariestad ej längre är att betrakta som domkyrka.

## Kyrkobyggnaden

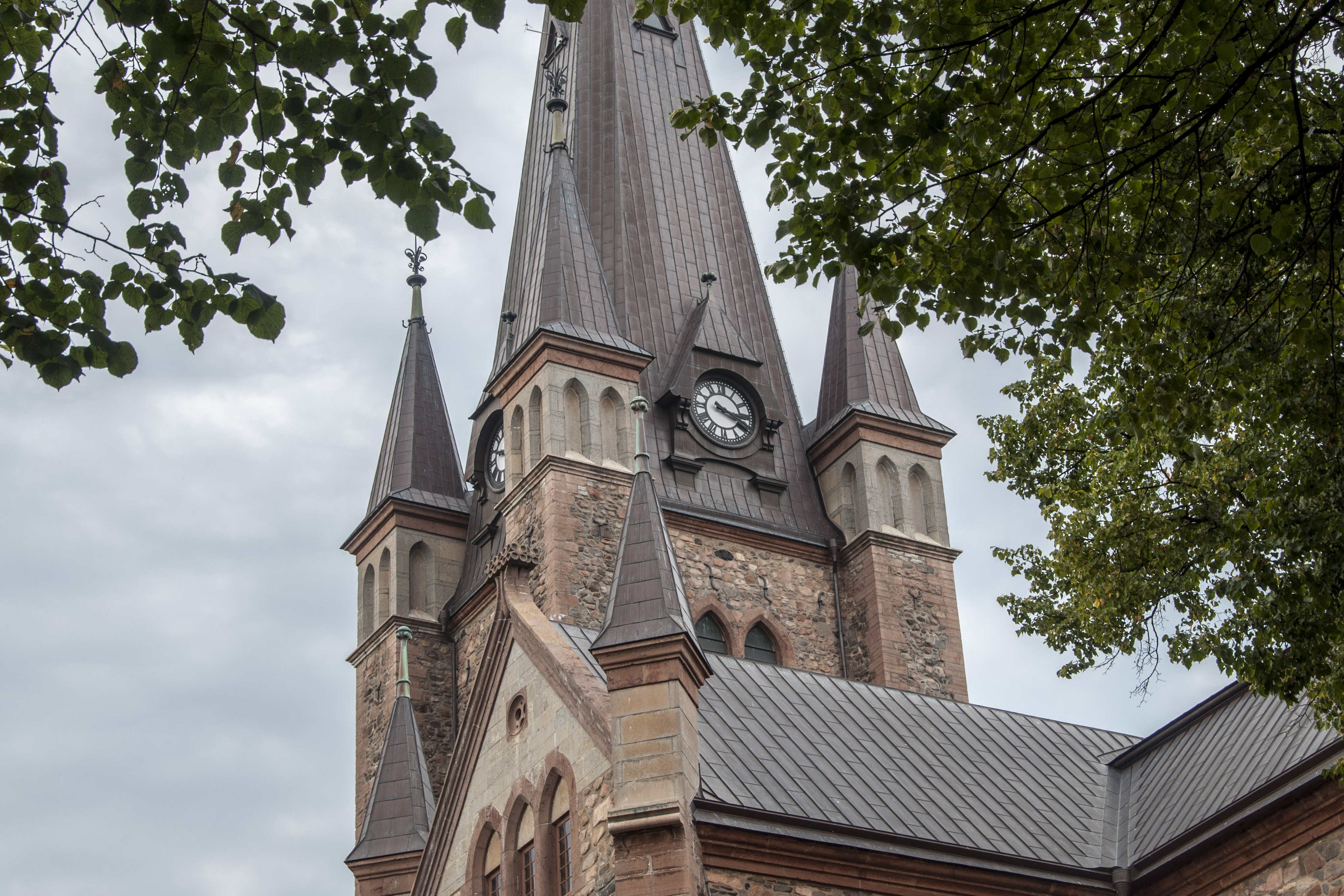
Zettervalls oputsade naturstensfasader och omformade tornspira

Kyrkan är högt belägen i Gamla stan och vida synlig. Byggnaden, som uppfördes 1593—1619, tillhör de få kyrkor som uppfördes i Sverige under 1500-talet. Planen är en kvardröjande sengotisk salkyrka med antydan till korsarmar, spetsbågsfönster, strävpelare och invändiga vita kryssvalv. Koret är tresidigt avslutat och det blev stilbildande i stiftet. I oktober 1899 hade det efter undersökning upptäckts att taket var bristfälligt, med inläckande vatten, vilket tillfälligt täcktes framförallt över orgeln. En kommité tillsattes för att undersöka om kyrkan behövde partiell reparation eller större reparation. De oputsade naturstensfasaderna och tornspiran tillkom först 1905 vid Folke Zettervalls restaurering, kyrkan var före denna tid putsad. 
Strax intill kyrkan ligger Norra skolan, stadens tidigaste läroverk, numera ombyggt till bostäder.
Fyra gånger om dagen hörs klockspel från tornet kl 9, 12, 15 och 18 då spelas psalmer inspelad av organisten Anders Börjesson psalmerna byts ut under kyrkoåret och årstiden.

## Inventarier
- Altaruppsatsen och predikstolen i barock är utförda 1701 av Börje Löfman.
- Bänkinredningen och det fristående kalkstensaltaret tillkom vid restaureringen 1958—1959 under ledning av Rolf Bergh.

### Orglar

#### Läktarorgel
- 1667–1672 byggde Frans Bohl och Jonas Rudberus ett orgelverk med 24 stämmor för 1200 daler silvermynt. Orgeln hade huvudverk med 8 stämmor, ryggpositiv med 8 stämmor och pedalverk med 8 stämmor. Det förstördes i en eldsvåda 1693.[1]
- 1704–1705 byggde orgelbyggaren Johan Niclas Cahman, Stockholm en orgel med 22 stämmor för 1600 daler silvermynt. Orgeln reparerades 1731 av Olof Hedlund, Stockholm.[1] Den nedmonterades 1864 och flyttades till Kölingareds kyrka.

| Huvudverk I    | Ryggpositiv II | Pedal         |  |
| Kvintadena 16' | Gedackt 8'     | Untersats 16' |  |
| Principal 8'   | Principal 4'   | Principal 8'  |  |
| Spetsflöjt 8'  | Flöjt 4'       | Oktava 4'     |  |
| Oktava 4'      | Kvinta 3'      | Rausqvint II  |  |
| Kvinta 3'      | Oktava 2'      | Mixtur IV     |  |
| Oktava 2'      | Scharf III     | Basun 16'     |  |
| Decima IV      |                | Trumpet 8'    |  |
| Mixtur IV      |                |               |  |
| Trumpet 8'     |                |               |  |

- 1864 tillverkade Åkerman & Lund Orgelbyggeri ett nytt orgelverk.[2] Tillhörande fasad ritades av J. F. Åbom. En reparation utfördes år 1899 av Anders Victor Lundahl, Stockholm. Tidigare hade ett pneumatiskt verk insatts i orgeln. Lundahl, vid kyrkostämman, yrkade på att detta verk var för litet för att kunna driva orgeln på bra sätt och föreslog att ett nytt större pneumatiskt verk insattes. Kyrkorådet beslöt sig för detta.[3] Orgeln renoverades 1905 av Carl Axel Härngren.
- 1938 byggde Theodor Frobenius, Danmark, en ny pneumatisk orgel med delvis återanvänt pipmaterial.[4] Orgeln hade 27 stämmor fördelade på 2 manualer och pedal.

| Huvudverk (I) | Svällverk (II)    | Pedal         | Koppel           |
| Principal 16' | Gedackt 8'        | Kontrabas 16' | II/I             |
| Principal 8'  | Kvintadena 8'     | Subbas 16'    | I 4'/I           |
| Rörflöjt 8'   | Principal 4'      | Oktavbas 8'   | II 4'/I          |
| Oktava 4'     | Rörflöjt 4'       | Gedackt 8'    | II 16'/I         |
| Spetsflöjt 4' | Blockflöjt 2'     | Oktava 4'     | I/P              |
| Kvinta 2 2/3' | Nasat 1 1/3'      | Täckflöjt 4'  | II/P             |
| Oktava 2'     | Sedecima 1'       | Basun 16'     | II 4'/P          |
| Mixtur 4 ch   | Sesquialtera 2 ch |               |                  |
| Trumpet 8'    | Scharf 3ch        |               |                  |
|               | Dulcian 16'       |               |                  |
|               | Voix humain 8'    |               |                  |
|               | Tremulant         |               | Registersvällare |

- 2011 tillverkade Tostareds Orgelfabrik en ny orgel med material från 1864 och 1905 års orgel. Orgeln har 45 stämmor fördelade på 3 manualer och pedal. Mekanisk traktur med barkermaskin för manual 1 och 3. Registraturen är elektrisk.

| Huvudverk (I) C-c4   | Öververk (II) C-c4    | Svällverk (III) C-c4 | Pedal C-g1             | Koppel  |
| Principal 16' (1864) | Principal 8' (1864)   | Gedackt 16'          | Bourdon 32'            | I 4'    |
| Borduna 16'          | Flûte Harm. 8' (1864) | Bassetthorn 8'       | Contrebasse 16' (1864) | II/I    |
| Principal 8' (1864)  | Dolce 8'              | Gedackt 8'           | Subbas 16' (1864)      | III/I   |
| Rörflöjt 8' (1864)   | Flûte Octaviante 4'   | Violin 8'            | Qvinta 10 2/3' (1864)  | III/II  |
| Gamba 8'             | Flageolett 2'         | Salicional 8'        | Violoncell 8'          | III 4'  |
| Octava 4' (1864)     | Eufon 8' (1864)       | Voix Céleste 8'      | Gedackt 8'             | III 16' |
| Spetsflöjt 4'        |                       | Octava 4'            | Octava 4'              | I/P     |
| Octava 2' (1864)     |                       | Blockflöjt 4'        | Basun 16' (1864)       | II/P    |
| Cornett 4 ch         |                       | Nasard 2 2/3'        | Trumpet 8'             | III/P   |
| Mixtur 4 ch          |                       | Octavin 2'           | Trumpet 4'             |         |
| Trumpet 16'          |                       | Ters 1 3/5'          |                        |         |
| Trumpet 8' (1905)    |                       | Piccolo 1'           |                        |         |
|                      |                       | Mixtur 3 ch          |                        |         |
|                      |                       | Fagott 16'           |                        |         |
|                      |                       | Trompette Harm. 8'   |                        |         |
|                      |                       | Oboe 8'              |                        |         |
|                      |                       | Clairon 4'           |                        |         |
|                      |                       | Tremolo              |                        |         |

#### Kororgel
- 1983 byggde Smedmans Orgelbyggeri en helmekanisk kororgel med 4 stämmor.[5] Den flyttades 1986 till Lyrestads kyrka.

| Manual C-g3       | Pedal C-d1 |
| Gedackt 8'        | Bihängd    |
| Koppelflöjt 4'    |            |
| Principal 2'      |            |
| Nasat 1 1/3'      |            |
| Crescendosvällare |            |

- 1986 byggde Smedmans Orgelbyggeri en ny helmekanisk kororgel med 14 stämmor fördelade på 2 manualer och pedal. Fasaden ritades av Carl-Gustaf Lewenhaupt.

| Huvudverk I C-g3 | Svällverk II C-g3 | Pedal C-f1       | Koppel        |
| Rörflöjt 8'      | Gedackt 8'        | Subbas 16'       | II/I          |
| Principal 4'     | Kortflöjt 4'      | Flöjt 8'         | I/P           |
| Spetsflöjt 4'    | Gemshorn 2'       | Gedacktpommer 4' | II/P          |
| Qvinta 3'        | Dulcian 8' B      |                  |               |
| Octava 2'        | Vox Humana 8' D   |                  |               |
| Scharf 3 ch      | Tremulant         |                  |               |
| Tremulant        |                   |                  | Cymbelstjärna |

## Exteriörbilder

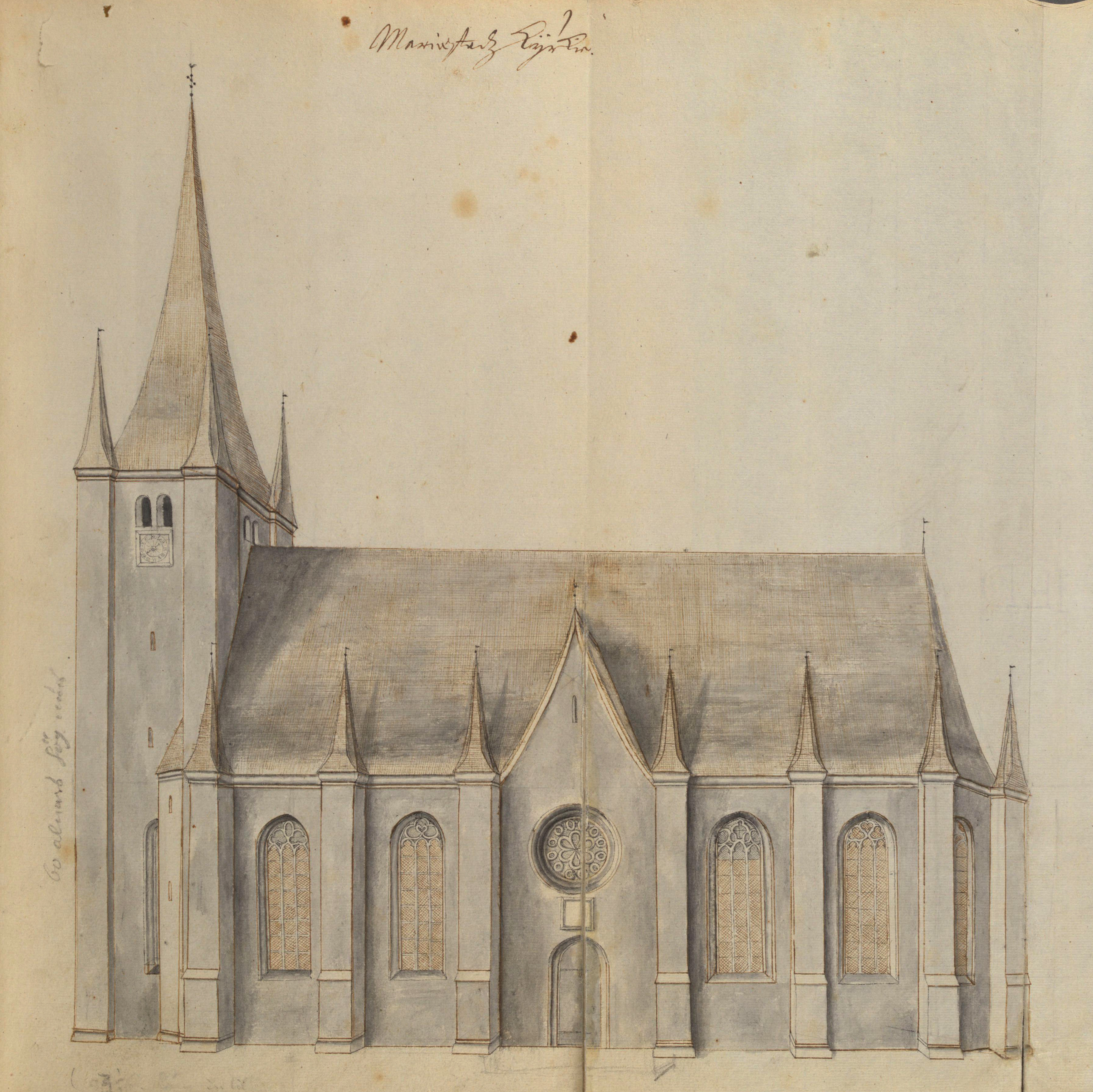
Kyrkan på teckning omkring 1670.
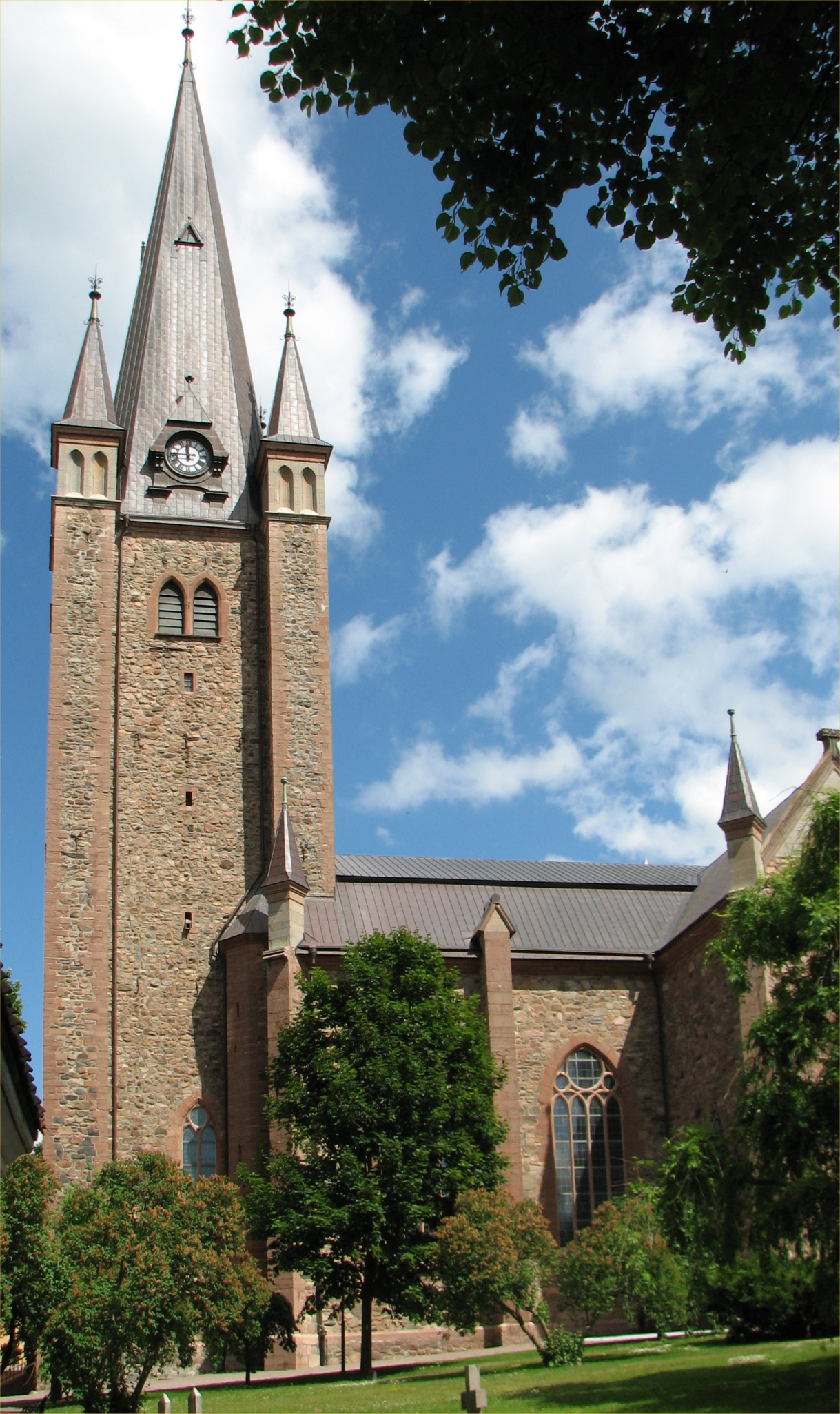
Tornet
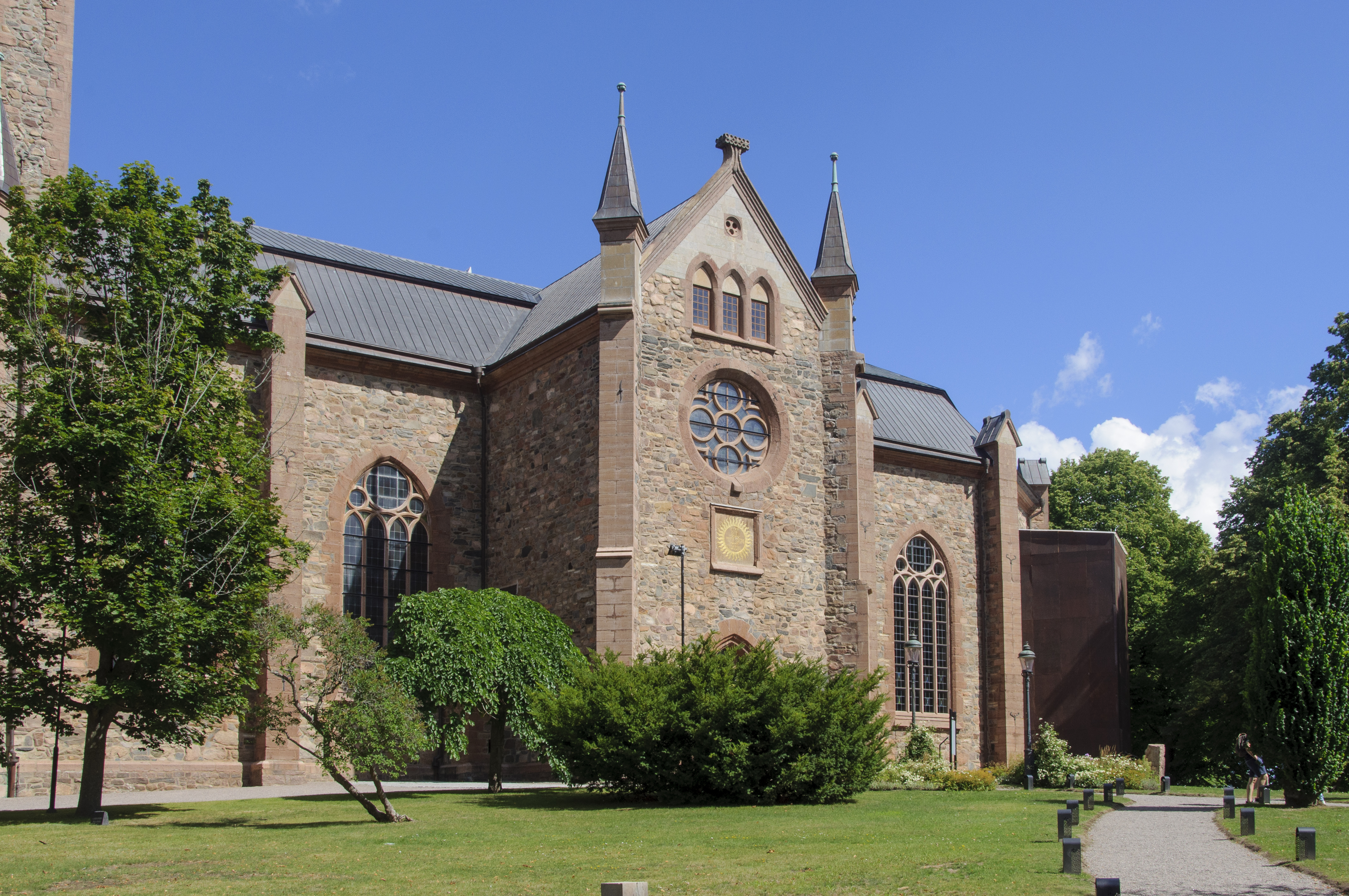
Södra korsarmen
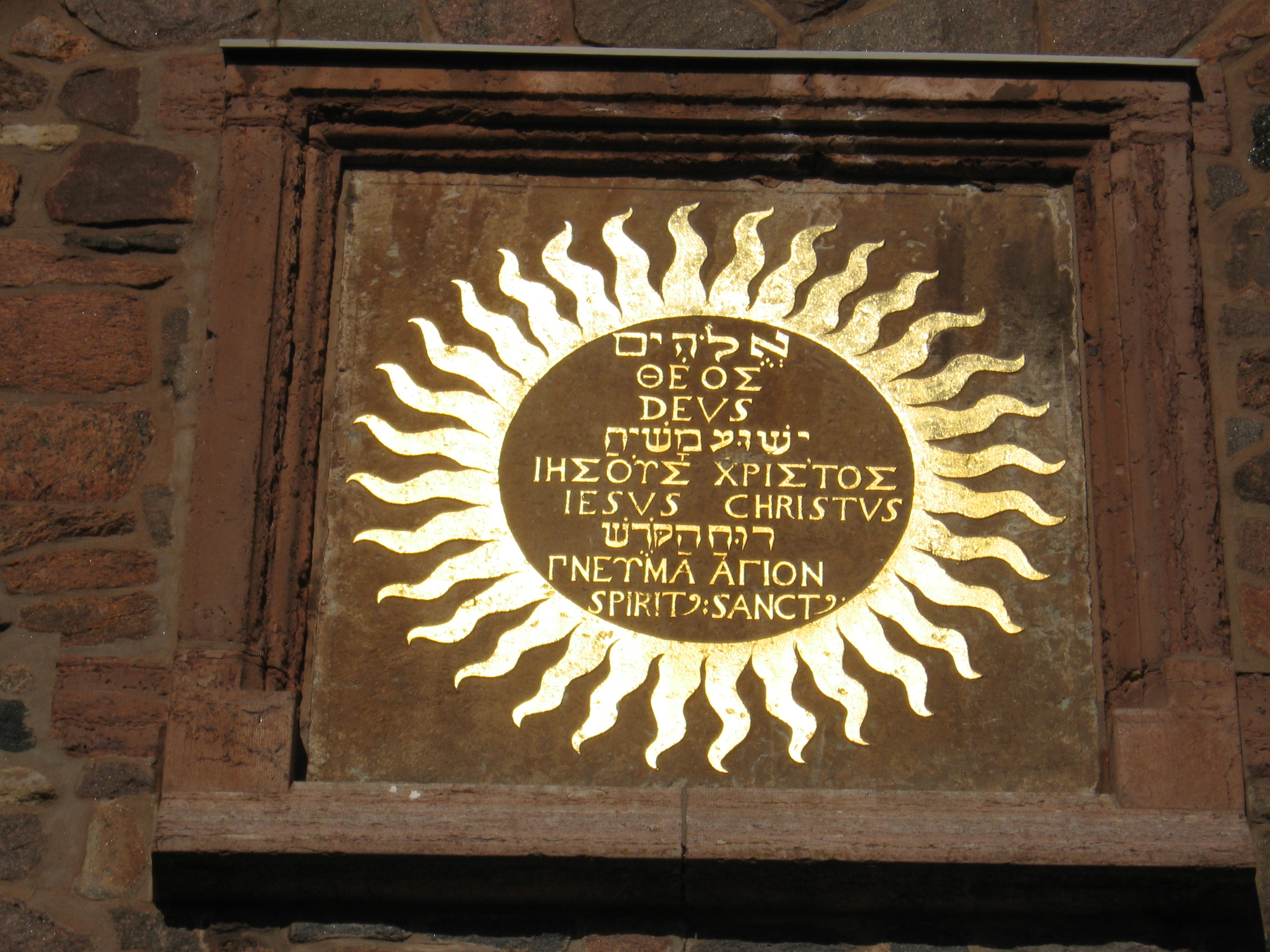
Inskriptioner
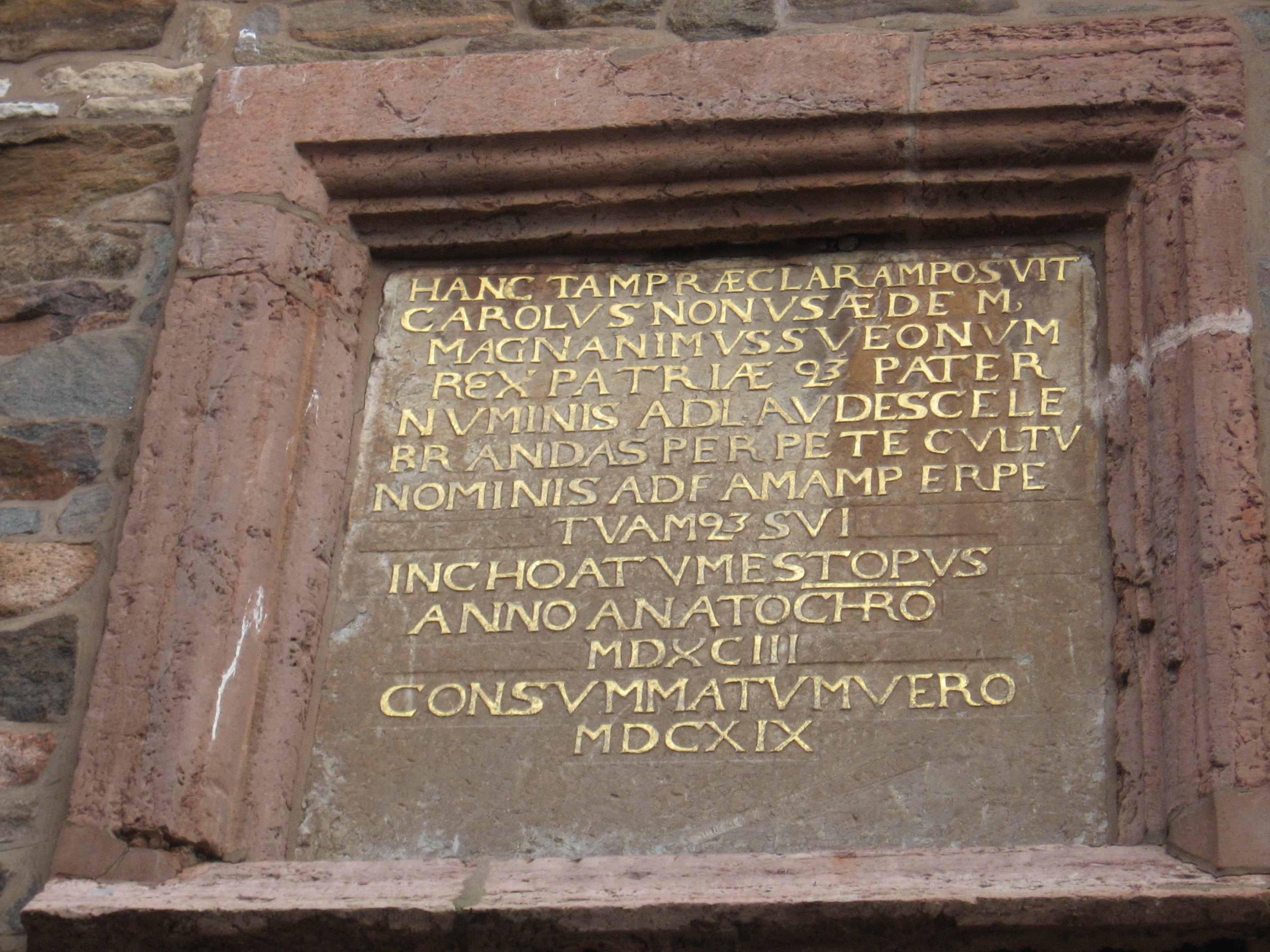
Latinsk tavla

## Interiörbilder

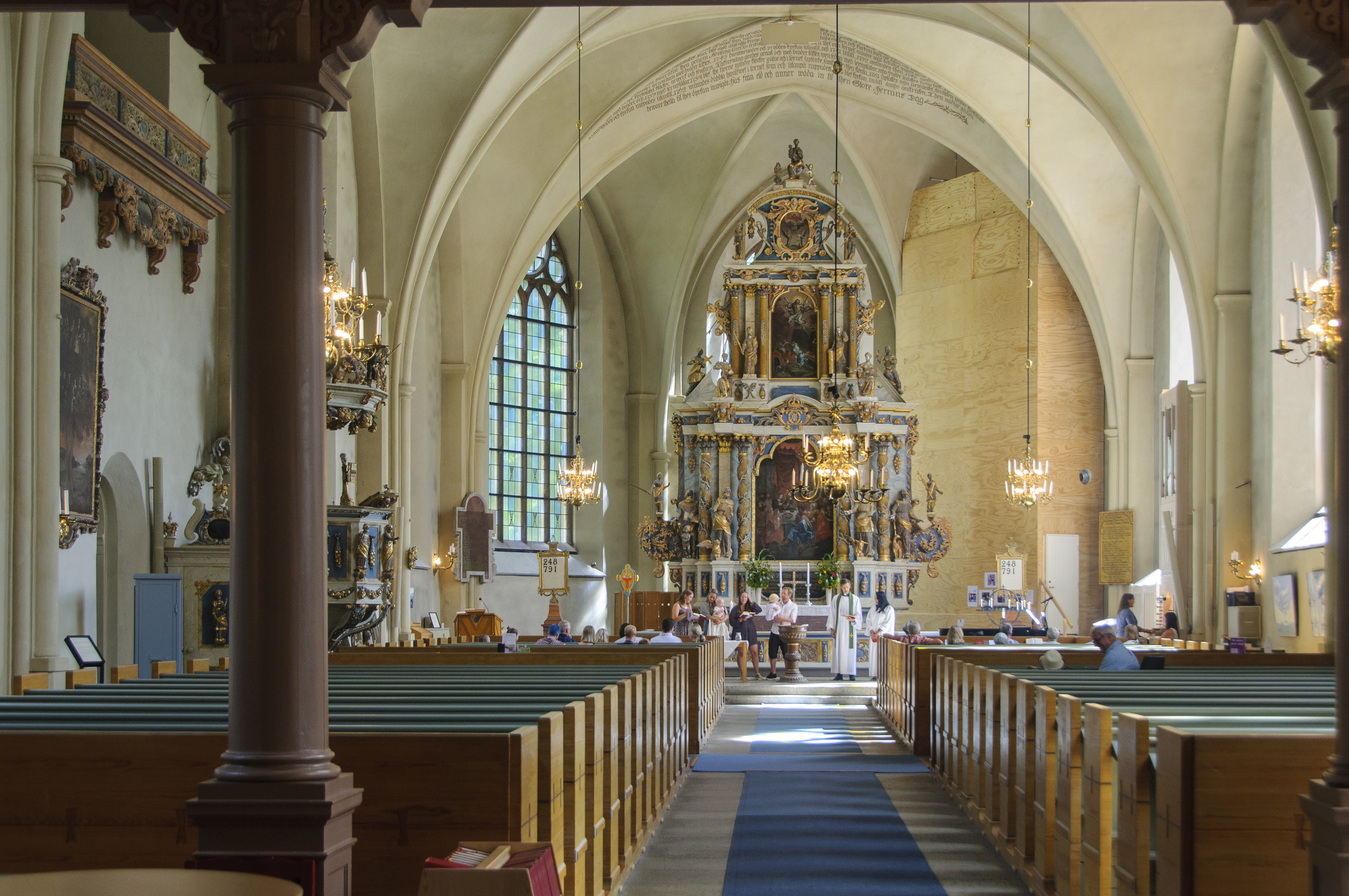
Interiör mot koret
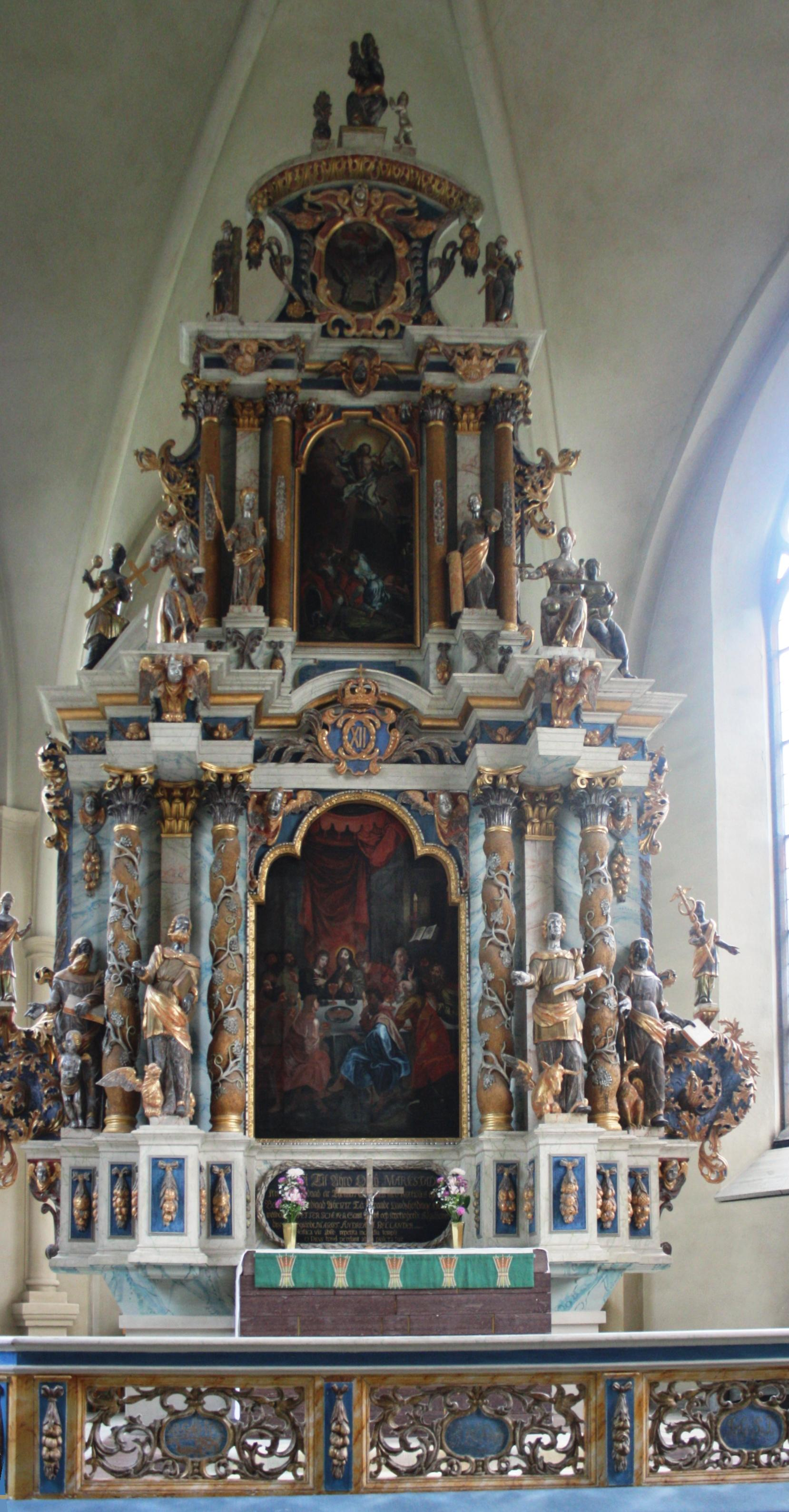
Altaruppsatsen
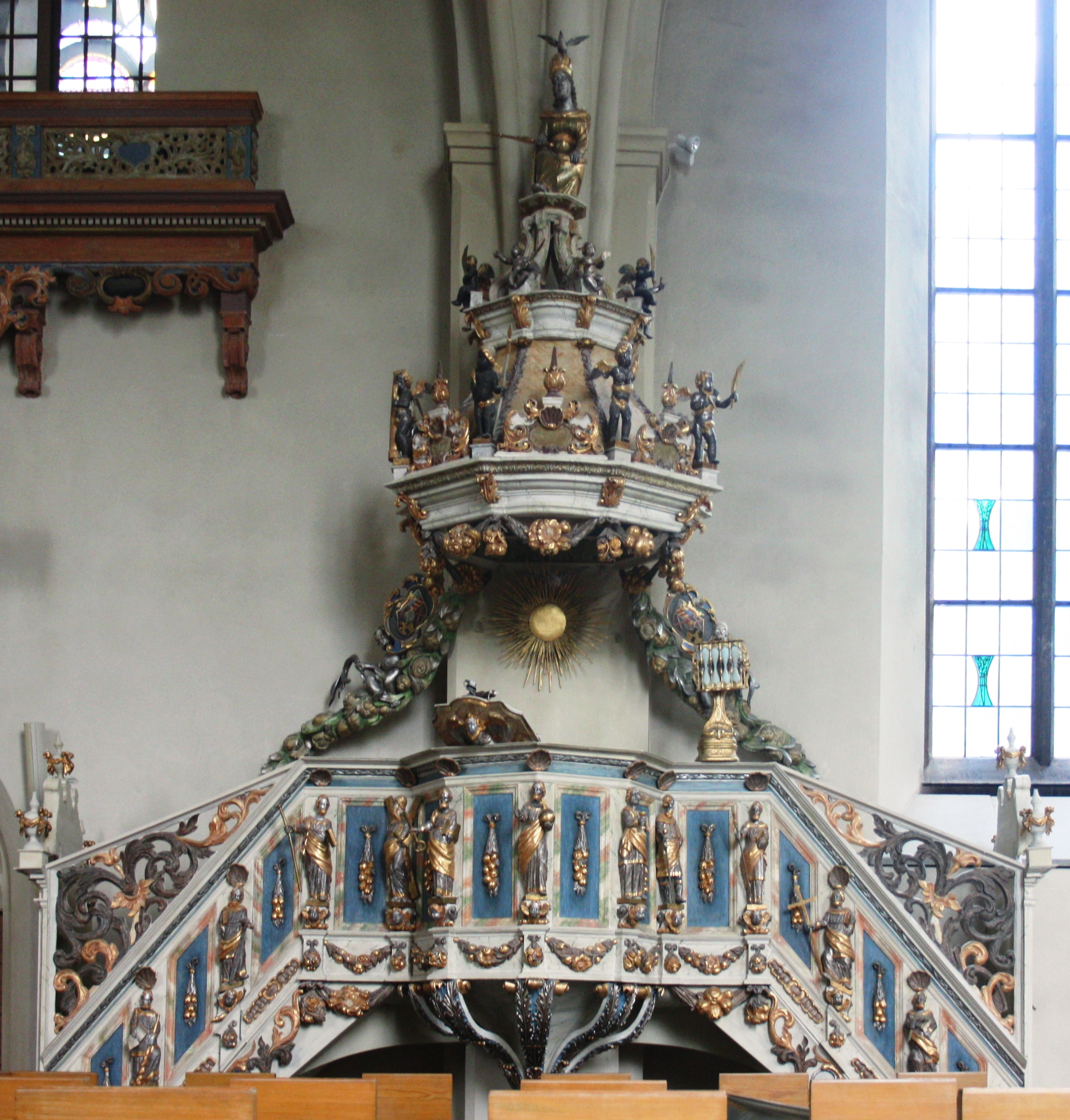
Predikstolen
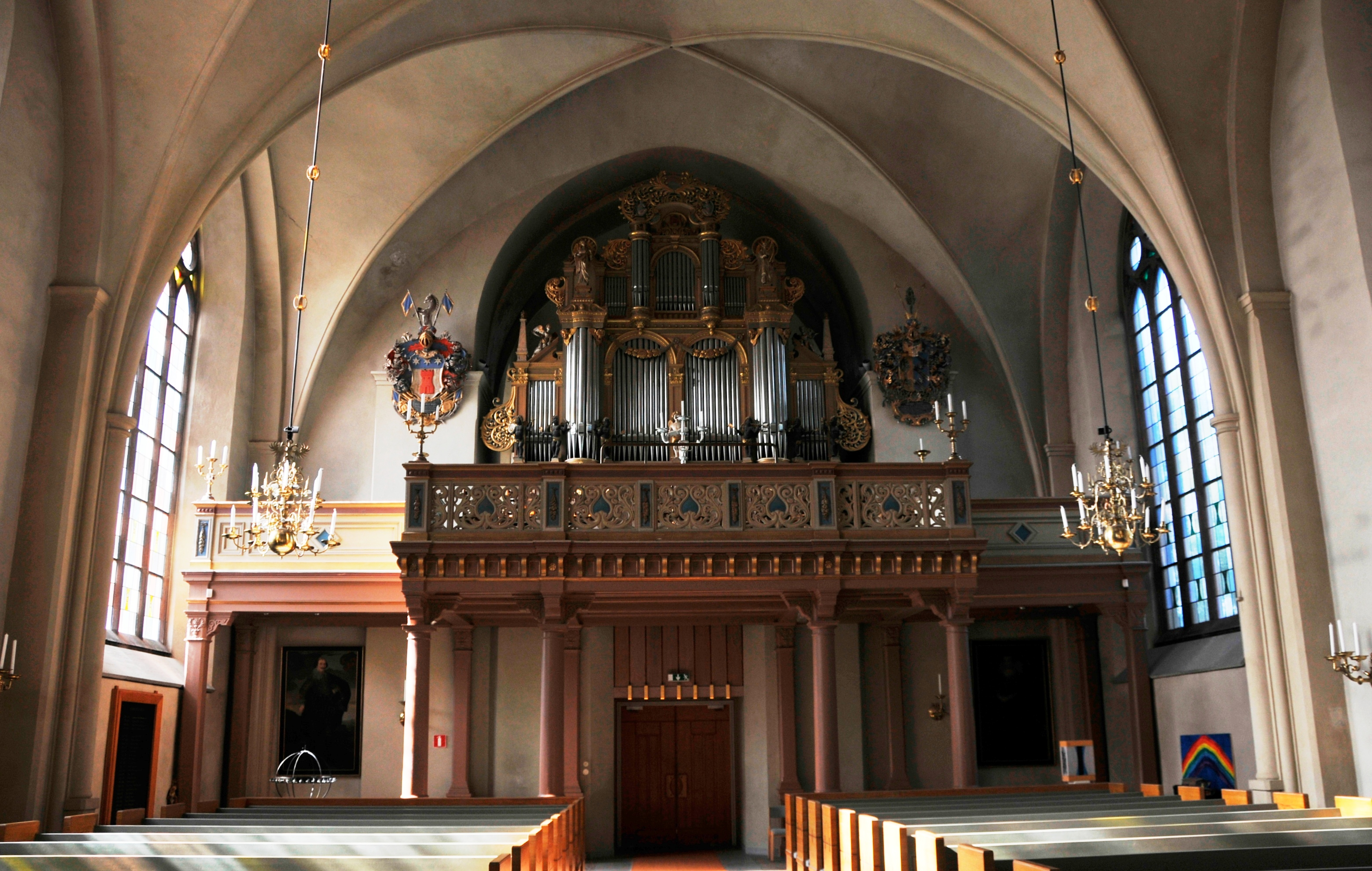
Orgelläktaren
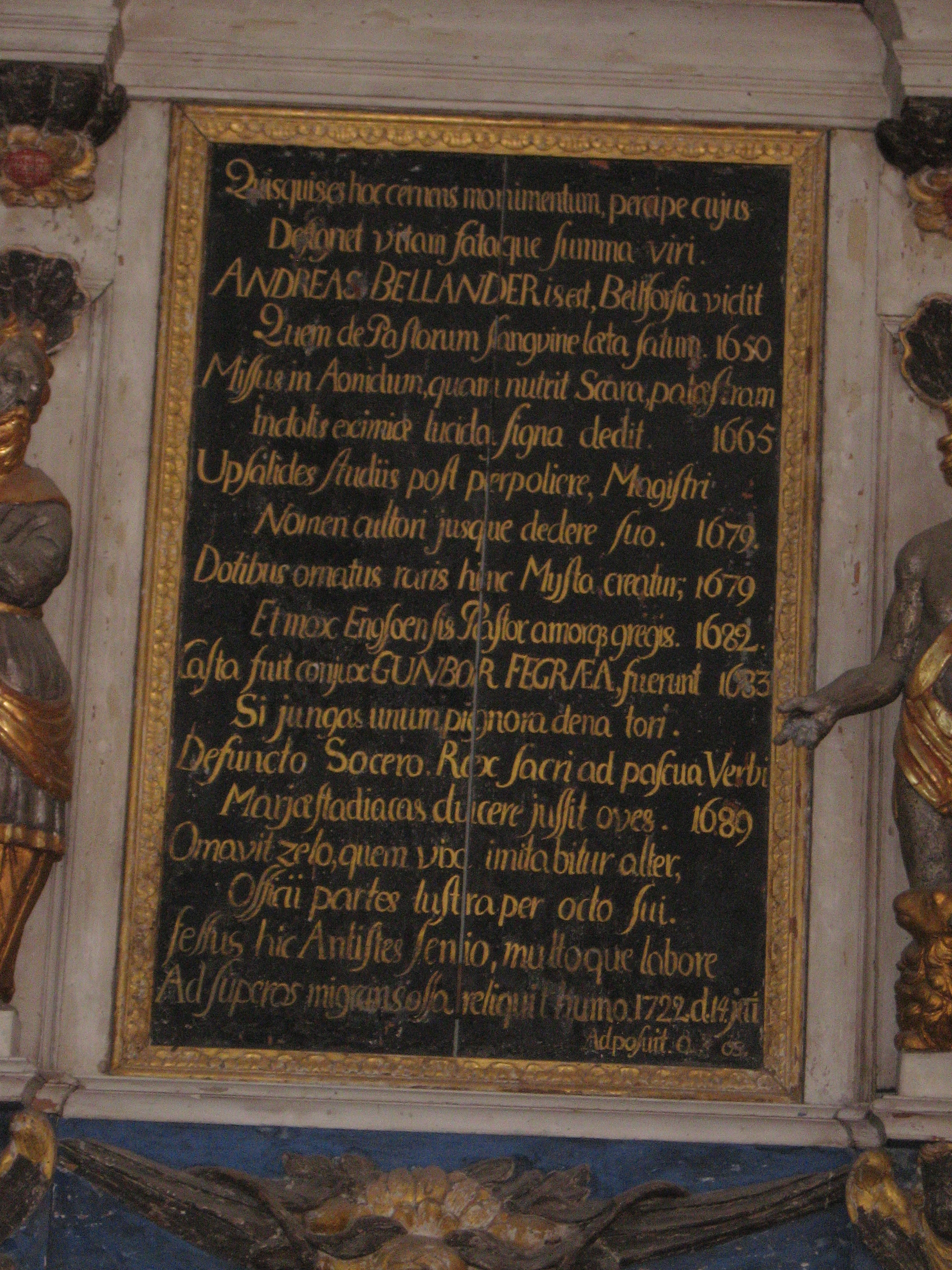
Prosten Anders Bellanders epitafium